# Fuquan Edwin
Pour les articles homonymes, voir Edwin.
Fuquan Edwin, né le 17 septembre 1991 à Paterson au New Jersey, est un joueur américain de basket-ball.